# یاماتو هیمه نو اوکیمی
یاماتو هیمه نو اوکیمی (به ژاپنی: 倭姫王 Yamato Hime no Ōkimi)؛ زادهٔ ۱ ژانویهٔ ۰۶۵۰) شاعر، و نویسنده اهل ژاپن است. او نوه امپراتور جومی بود و پدرش شاهزاده فوروهیتو-نو-اوئه نام داشت. او همچنین همسر عمویش امپراتور تنجی بود. شعرهای او در کتاب مان یوشو جمع‌آوری شده‌است.